# Lee Jong-wook
Lee Jong-wook (kor. 이종욱, ur. 12 kwietnia 1945 w Seulu, zm. 22 maja 2006 w Genewie) – południowokoreański lekarz, dyrektor generalny Światowej Organizacji Zdrowia w latach 2003–2006.

## Życiorys
Lee Jong-wook studiował medycynę na Narodowym Uniwersytecie Seulskim, a następnie epidemiologię i zdrowie publiczne na Uniwersytecie Hawajskim. W latach 1981–1983 pracował w szpitalu LBJ Tropical Medical Center w Fagaʻalu w Samoa Amerykańskim.
W 1983 roku został konsultantem Światowej Organizacji Zdrowia do spraw trądu w rejonie południowego Pacyfiku. W WHO pracował przez kolejne 20 lat, od 1986 roku w biurze regionalnym Zachodniego Pacyfiku w Manili, początkowo w zespole zajmującym się kontrolą trądu w tym rejonie, następnie jako doradca do spraw chorób przewlekłych. W 1990 roku został dyrektorem biura WHO ds. Zapobiegania i Kontroli Chorób w Manili. Jedną z jego inicjatyw był program zwalczania polio, w latach 1990–1994 w tym rejonie zaobserwowano spadek z 5963 do 700 przypadków.
W 1994 roku Lee Jong-wook przeniósł się do centrali WHO w Genewie, jako dyrektor dwóch ogólnoświatowych programów związanych ze szczepieniami i szczepionkami dla dzieci. W czasie jego kadencji środki przeznaczone na program szczepień zostały zwiększone z 15 do 70 mln dolarów rocznie. Z tego względu w 1997 roku miesięcznik Scientific American nazwał go Carem szczepionek (vaccine czar). W 2000 roku został dyrektorem programu Stop TB, zajmującego się zwalczaniem gruźlicy.
W 2003 roku Lee Jong-wook został dyrektorem generalnym WHO, za jego kadencji organizacja prowadziła działanie w reakcji na epidemię ptasiej grypy, skutki zdrowotne tsunami w 2004 roku czy trzęsienia ziemi w Pakistanie w 2005. WHO pod jego przewodnictwem ratyfikowała również Konwencję dla ograniczenia zdrowotnych następstw palenia tytoniu. Wznowiono również program 3 by 5 initiative zajmujący się zwalczaniem AIDS, zwiększono jego finansowanie, a także nakłaniano koncerny farmaceutyczne do obniżenia cen leków.
W 2004 tygodnik Time umieścił go na liście 100 najbardziej wpływowych osób na świecie.
Lee Jong-wook zmarł nagle w wieku 61 lat, na skutek zakrzepu w mózgu. Próba chirurgicznego usunięcia zakrzepu nie powiodła się.